# Versorger (Schiffstyp)

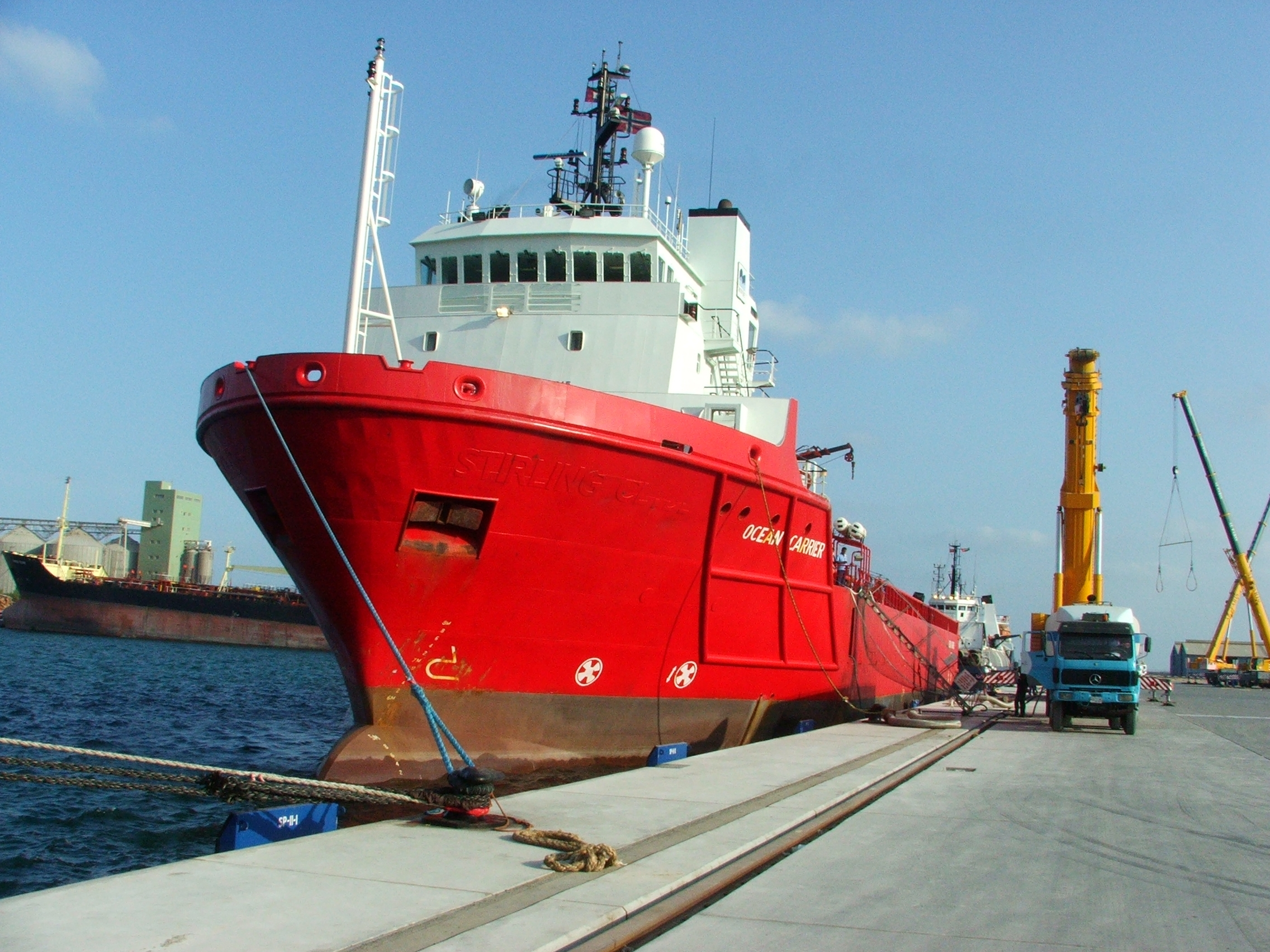
Versorger Ocean Carrier im Hafen von Hamriyah (UAE)

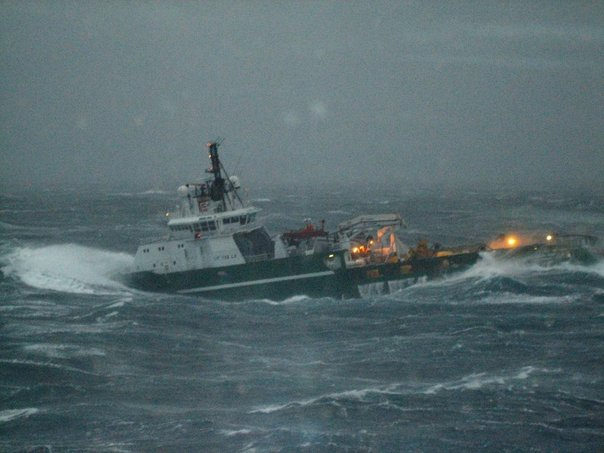
Schleppversorger in schwerer See auf der Nordsee

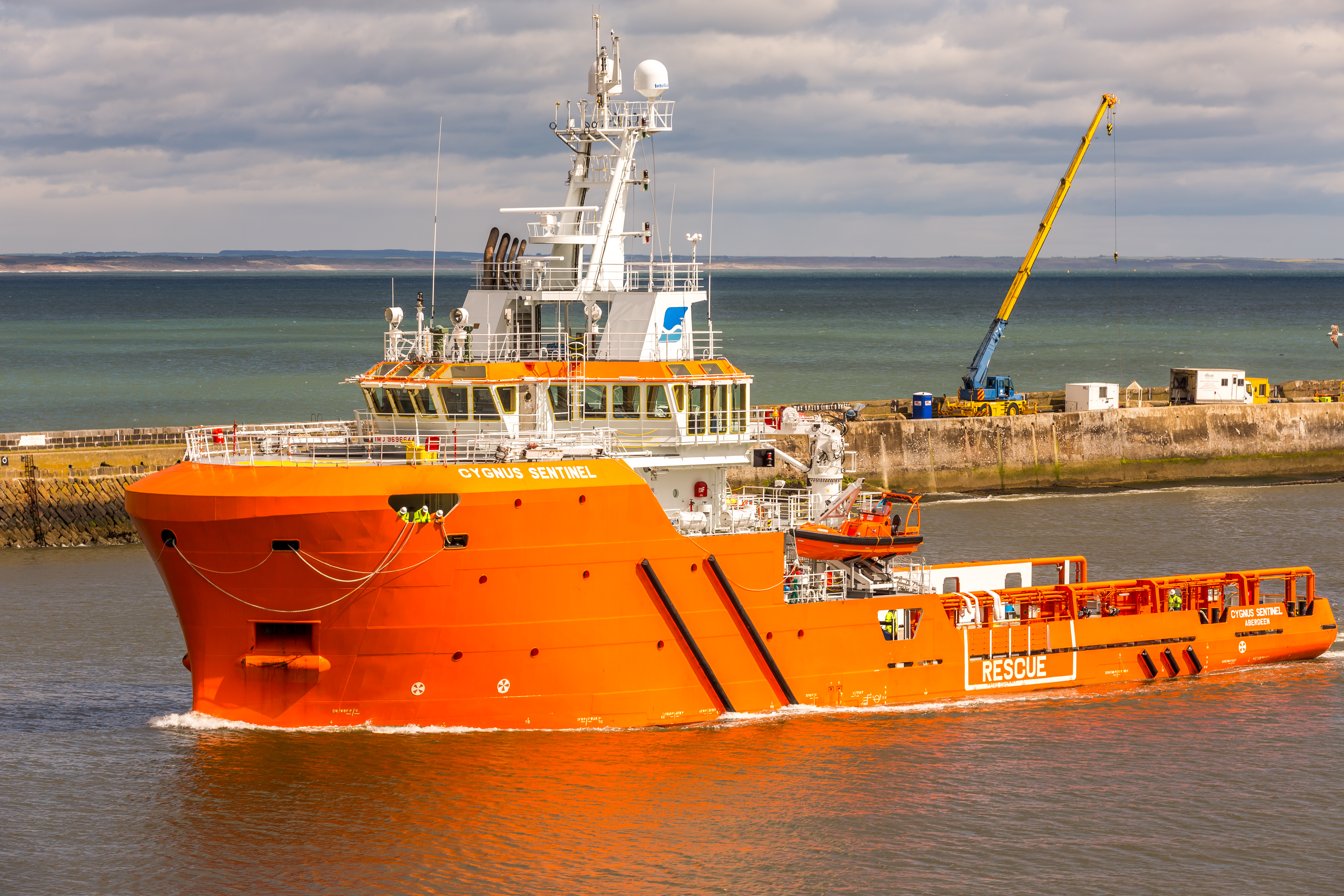
Multi Role ERRV Cygnus Sentinel

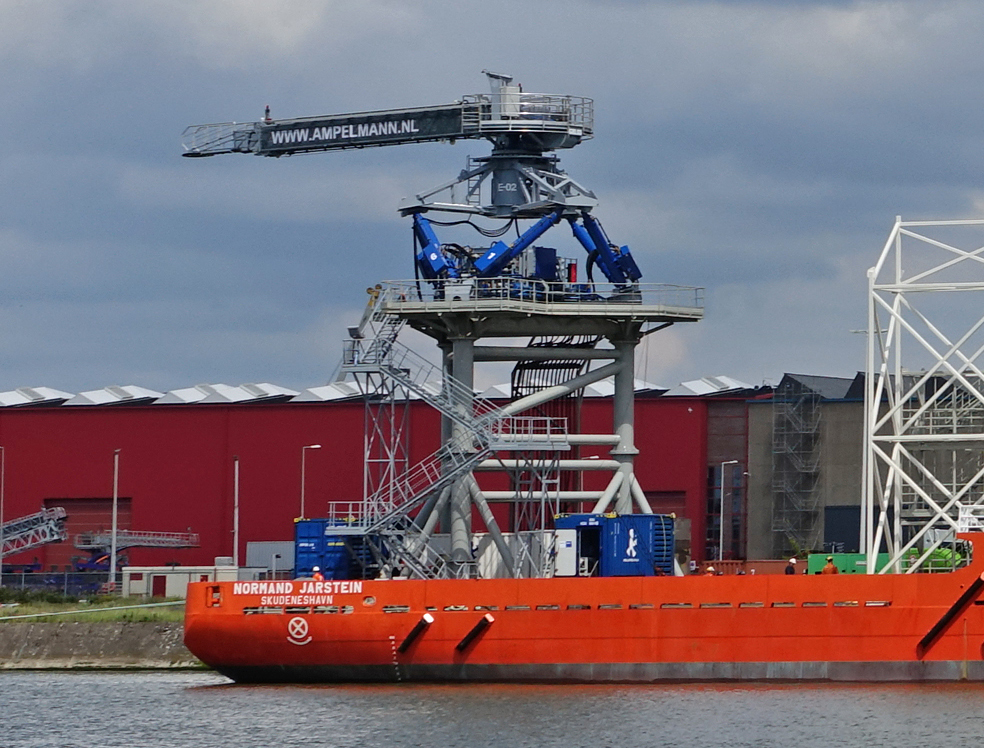
Versorger NORMAND JARSTEIN mit einer Ampelmann-Gangway, welche den Seegang ausgleicht

Als Versorger (engl.: supply vessels) bezeichnet man in der zivilen Schifffahrt Schiffe, die zur Unterstützung von Offshorebauwerken eingesetzt werden. Sie stellen die Absicherung der Bohrinseln sowie deren Versorgung mit Material sicher und dienen der Verschleppung zu neuen Standorten. Sie sind mit leistungsfähigen Maschinen ausgestattet, um den widrigen Witterungsbedingungen zu trotzen, die oft in den Gebieten der Offshore-Bohrinseln herrschen. Oftmals besitzen sie mehrere Bugstrahlruder.

## Arten von Versorgern
Der United States Code definiert ein „offshore supply vessel“ wie folgt:

‘offshore supply vessel’ means a motor vessel that regularly carries goods, supplies, individuals in addition to the crew, or equipment in support of exploration, exploitation, or production of offshore mineral or energy resources.

„‚Offshore-Versorger‘ meint ein Motorschiff, das regelmäßig Güter, Vorräte, Personen zusätzlich zur Besatzung, oder Equipment zur Unterstützung von Erkundung, Erschließung oder Förderung von Offshore-Mineral- oder Energie-Ressourcen befördert.“

Für diese Aufgaben kommen verschiedene Schiffstypen zum Einsatz, u. a.:
Platform Supply Vessels (PSV)
reine Materialtransporter, die die benötigten Materialien und Gerätschaften zu den Bohrinseln transportieren
Anchor Handling Tugs (AHT)
Ankerziehschlepper, die bei der Verschleppung von Bohrinseln verwendet werden
Anchor Handling Tugs Supply (AHTS)
kombinierte Ankerziehschlepper/Materialtransporter
Standby Vessels
Sicherheitsschiffe, die die Gewässer rund um die Bohrinseln absichern und zur Bergung von Personen eingesetzt werden
Emergency Response and Rescue Vessel (ERRV)
Schiffe wie die Multi Role ERRV werden auch für Rettungseinsätze genutzt
Hinzu kommen weitere Spezialschiffe, z. B. Taucherbasisschiffe oder Pipelineverleger.
In den 1970er und 1980er Jahren waren deutsche Reedereien (u. a. VTG AG, DDG Hansa, Unterweser Reederei sowie T&S) stark in das Versorger-Geschäft involviert. Aktuell sind verschiedene Reedereien in diesem Geschäftsfeld tätig. Das Hamburger Unternehmen Harms Bergung betrieb eine Flotte von mehreren AHT. Die beiden stärksten Schiffe von Harms, Uranus und Orcus, gehörten mit einem Pfahlzug von 280 Tonnen zu den stärksten AHT weltweit. E.R. Offshore, ein Unternehmen der Unternehmensgruppe E.R. Schiffahrt, betrieb eine Flotte von 11 PSV. Das Unternehmen begann 2007 mit den drei Second-Hand-PSV E.R. Kristiansand, E.R. Arendal und E.R. Bergen, die vorher unter den Namen Centaurus, Aelous und Cerberus für Harms Bergung im Einsatz waren.